# Tsiolkovskiy (cràter)
Tsiolkovski és un gran cràter d'impacte localitzat a la cara oculta de la Lluna, i més concretament en l'hemisferi sud, a l'oest del cràter Gagarin, a nord-oest de Milne, just a nord de Waterman, i a nord-est de Neujmin. Va ser vist per primera vegada l'any 1959, gràcies a les fotografies de la sonda soviètica Luna 3, i rep el seu nom en honor del físic rus Konstantín Tsiolkovski.

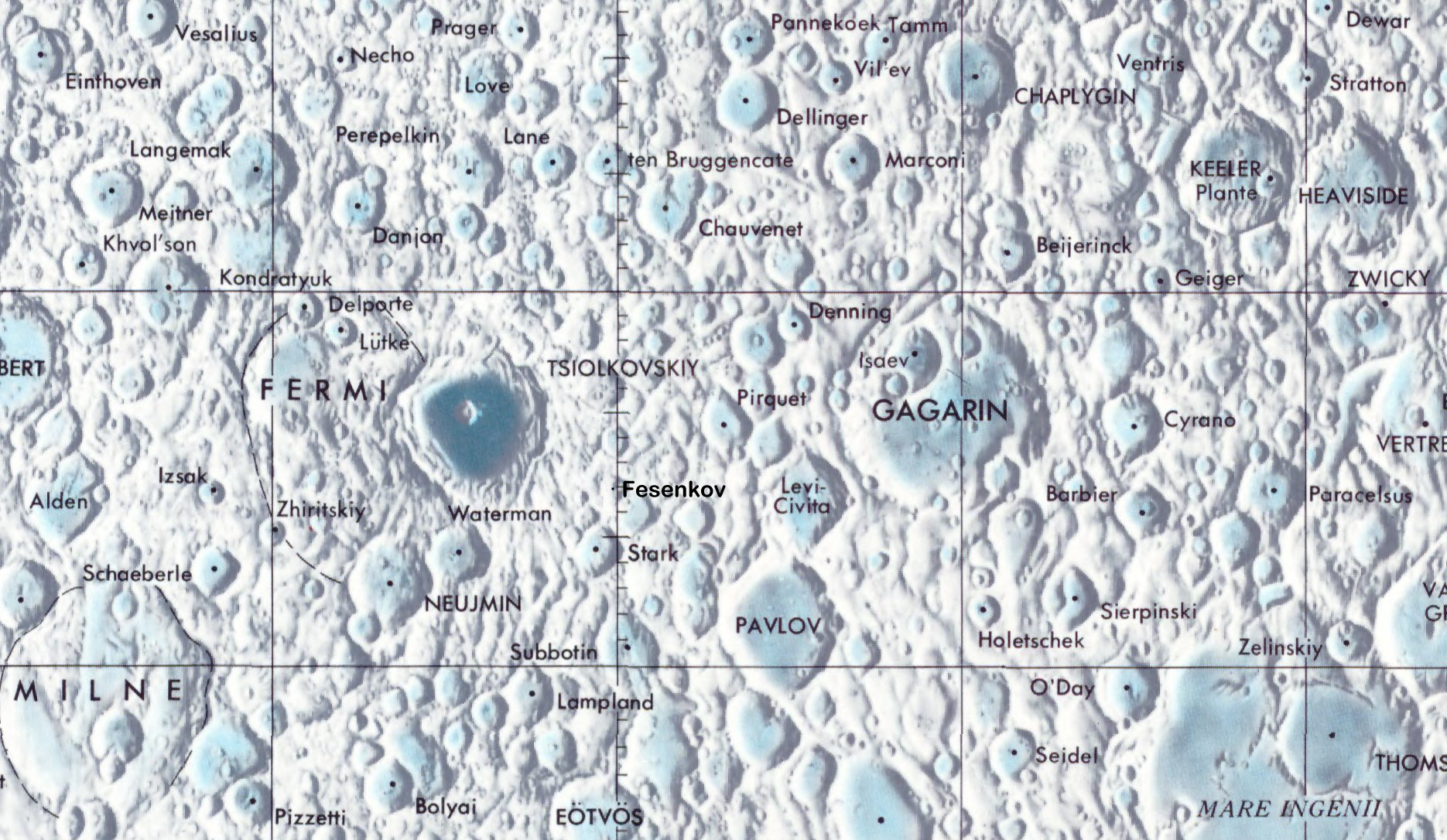
Localització de Tsiolkovski (centre de la imatge)
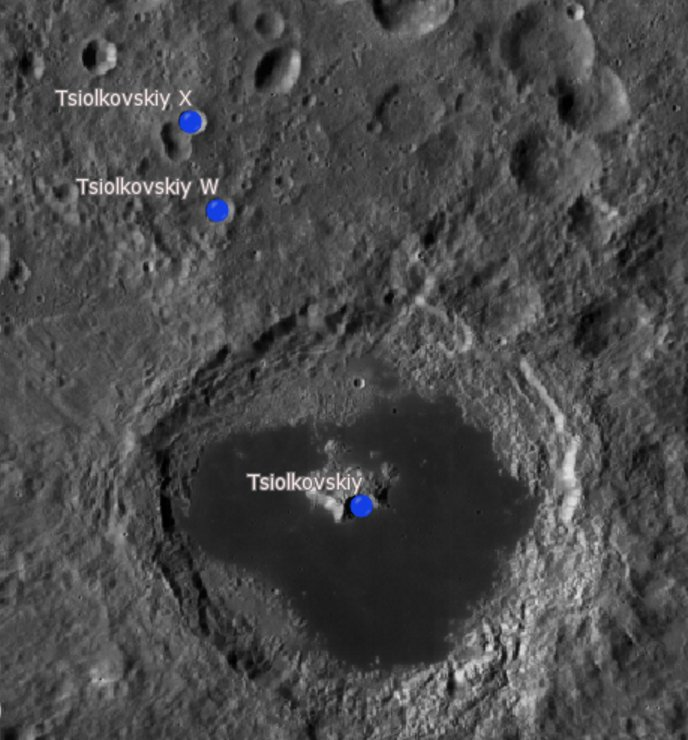
Cràters satèl·lit
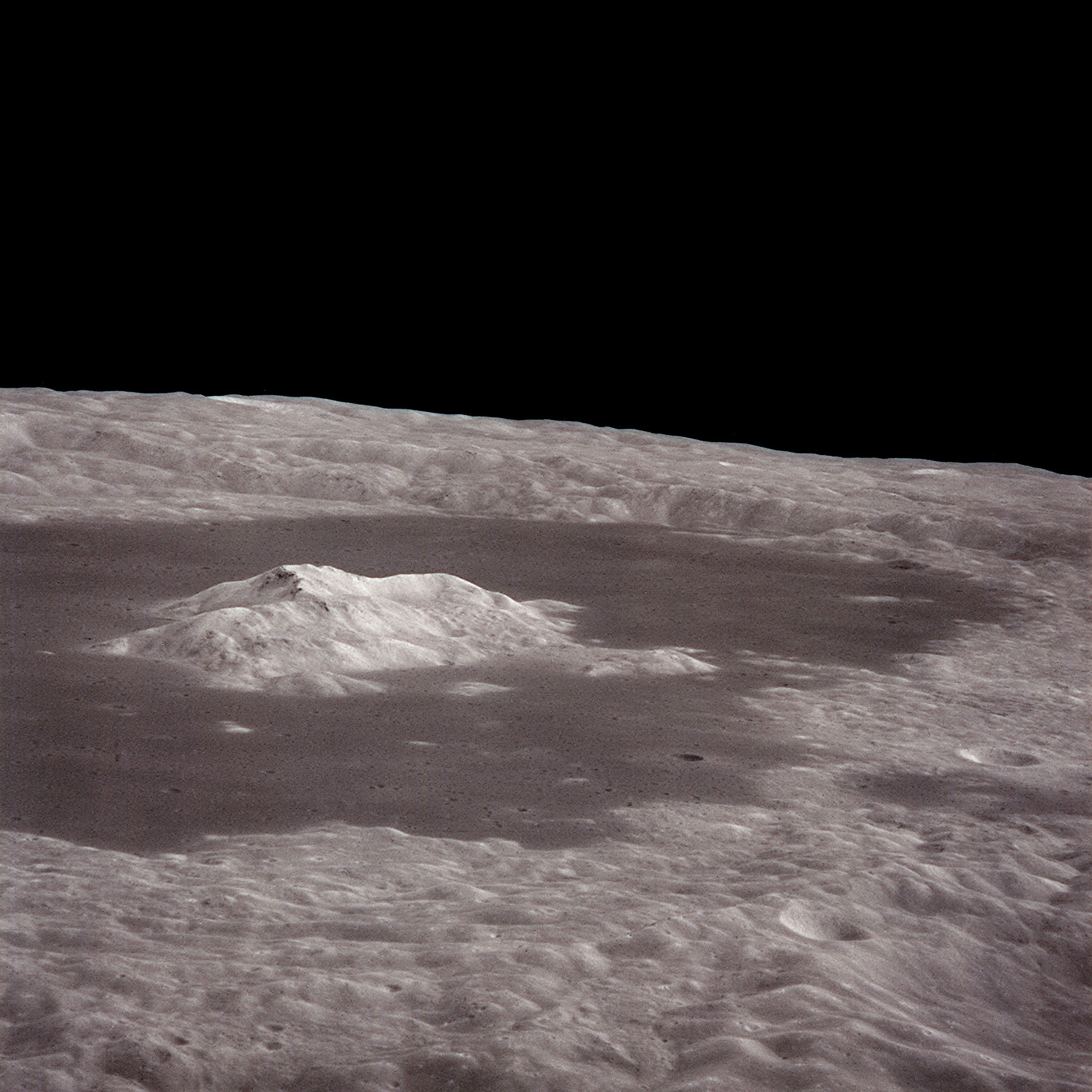
Pic central del cràter Tsiolkovski (imatge de la missió Apollo 15)

És un dels trets més destacables de l'hemisferi sud lunar. Posseeix alts murs interiors en terrassa i un pic central ben format. El sòl és poc comú per a un cràter de la cara oculta de la Lluna, ja que està cobert per lava basàltica fosca, més típica de les mars de la cara visible de la Lluna. La distribució dels materials de terra del cràter no és simètrica, sinó que està més concentrat a l'est i al sud, a causa que la lava no va arribar a inundar la totalitat del cràter. Presenta també una badia sortint d'un material més fosc que arriba a la paret nord-nord-oest.

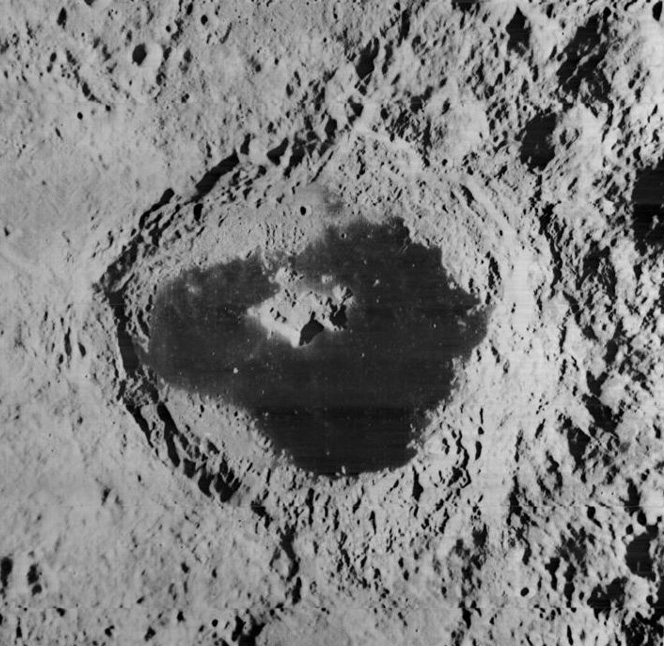
Imatge de la missió Lunar Orbiter 1
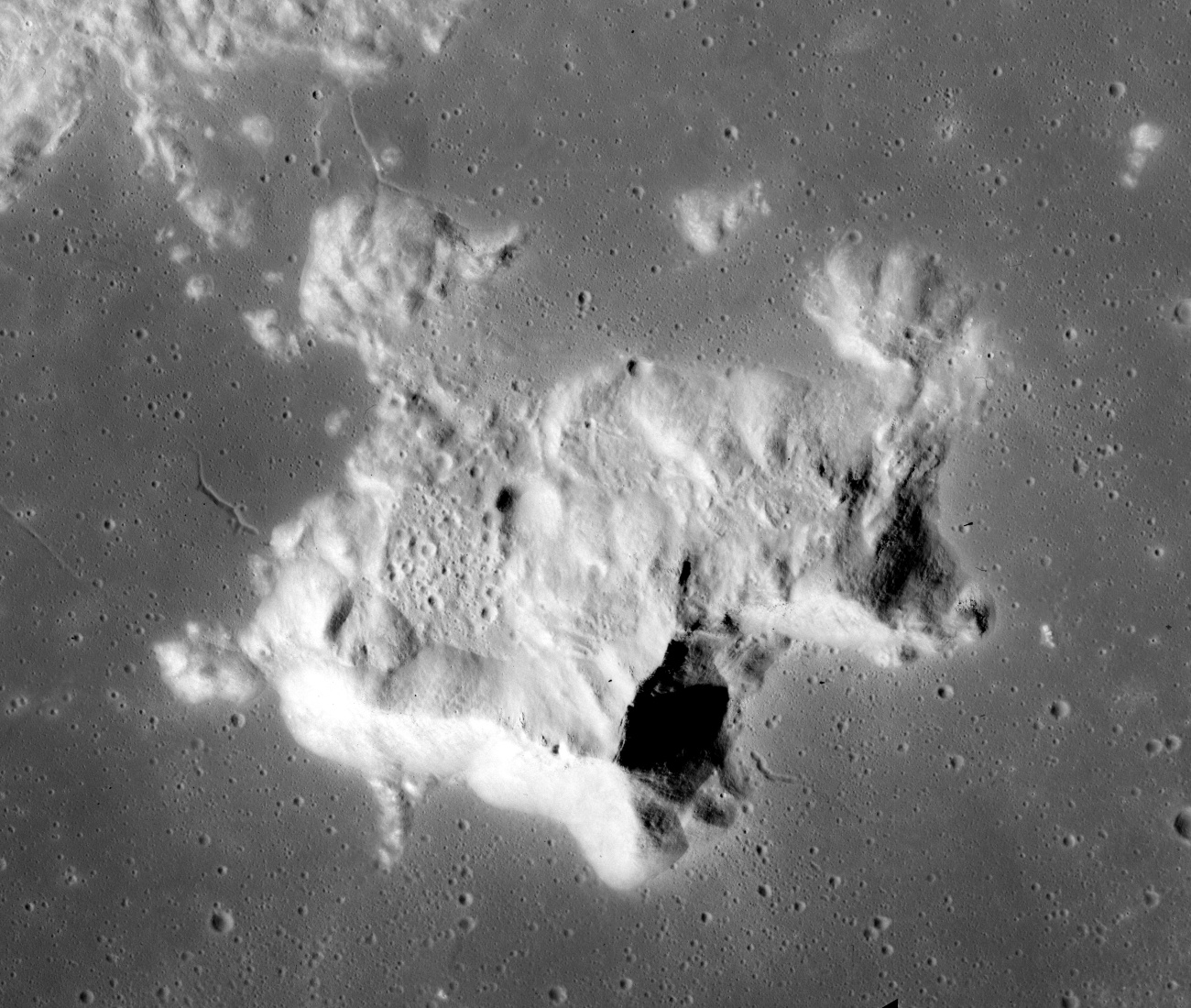
Pic central (imatge de la missió Apollo 15)
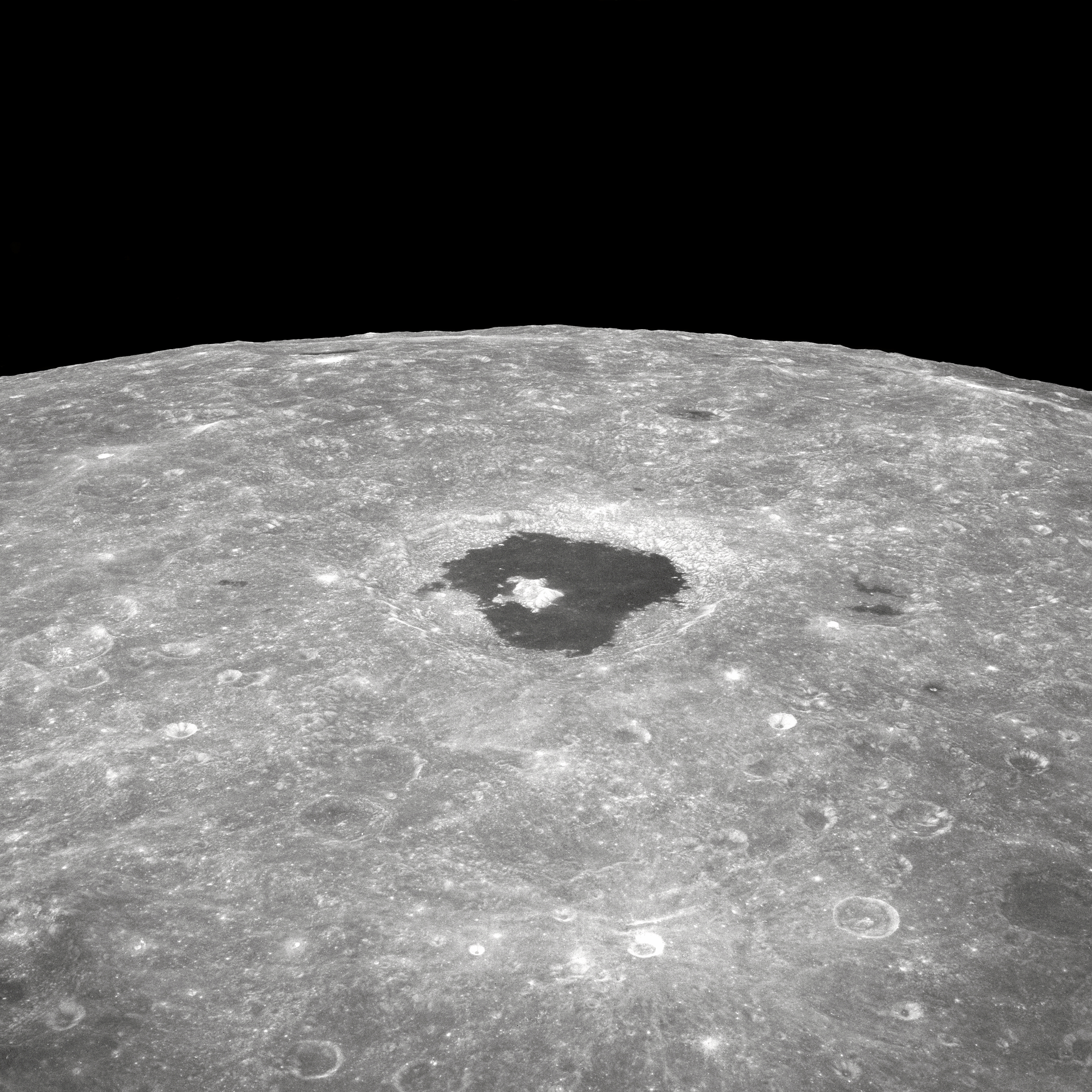
Imatge de la missió Apollo 8

L'astronauta de la missió Apollo 17 Harrison «Jack» Schmitt i altres científics (Schmitt va ser l'únic científic, un geòleg, qui va trepitjar la Lluna) van postular i van defensar el cràter Tsiolkovski com a lloc d'aterratge lunar de l'Apollo 17 i / o d'altres missions lunars posteriors, que no obstant això serien totes cancel·lades. La NASA va vetar la idea, qualificant-la de massa perillosa, així que finalment l'Apollo 17 va aterrar a la lluna a la vall de Taurus-Littrow (a la vora dels Montes Taurus i el cràter Littrow, a la frontera entre la Mare Tranquillitatis i la Mare Serenitatis), el 11 desembre 1972.

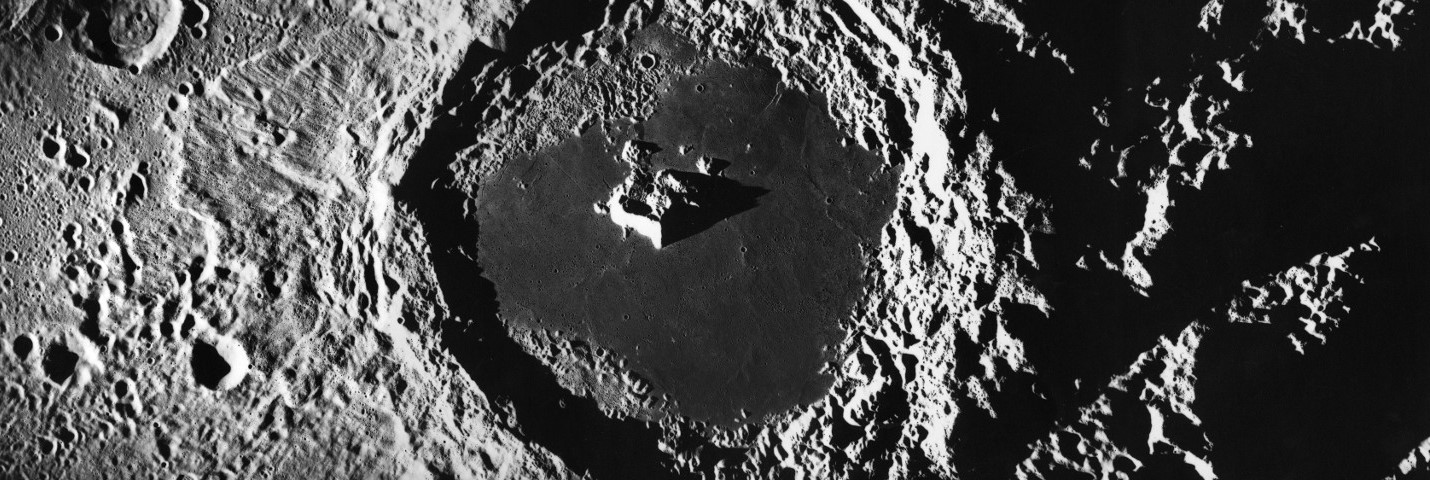
Mosaic d'imatges al pas del terminador (Apollo 17)

## Cràters satèl·lit
Per convenció aquests elements són identificats en els mapes lunars posant la lletra en el costat del punt central del cràter que està més proper a Tsiolkovskiy.
| Tsiolkovskiy | Coordenades                            | Diàmetre |
| ------------ | -------------------------------------- | -------- |
| W            | 16° 00′ S, 126° 54′ E / 16.0°S,126.9°E | 13 km    |
| X            | 14° 42′ S, 126° 30′ E / 14.7°S,126.5°E | 12 km    |